# Justicia borinquensis
Justicia borinquensis är en akantusväxtart som beskrevs av Nathaniel Lord Britton. Justicia borinquensis ingår i släktet Justicia och familjen akantusväxter. Inga underarter finns listade i Catalogue of Life.